# HD 169142
Désignations
HD 169142 est un système planétaire situé à une distance d'environ 114 pc (∼372 al) du Soleil, dans la constellation zodiacale du Sagittaire.
L'objet primaire du système est l'étoile centrale ; il s'agirait d'une étoile bleu-blanc de la séquence principale (type spectral BV) voire une étoile blanche de la séquence principale (AV), et plus précisément d'une étoile de Herbig Ae/Be dont le disque circumstellaire est un disque de transition.

## Structure et membres
Le système est constitué de l'étoile centrale, de plusieurs disques de poussière et d'une ou plusieurs planètes.

### Partie interne du système
Près de l'étoile se trouve une première ceinture de poussières désignée D1. Une première zone vide, désignée B1, la sépare d'une deuxième ceinture de poussière, désignée D2. Ceci constitue la partie interne du système, séparée de la partie externe par une autre zone vide de poussière, désignée B2.

### Partie externe du système
La partie externe du système, située au-delà de la zone vide de poussières B2, est constituée par trois ceintures de poussières serrées désignées D3, D4 et D5. Ces trois ceintures sont séparées par les zones beaucoup moins denses en poussières désignées B3 et B4.